# Mistérios de Ísis

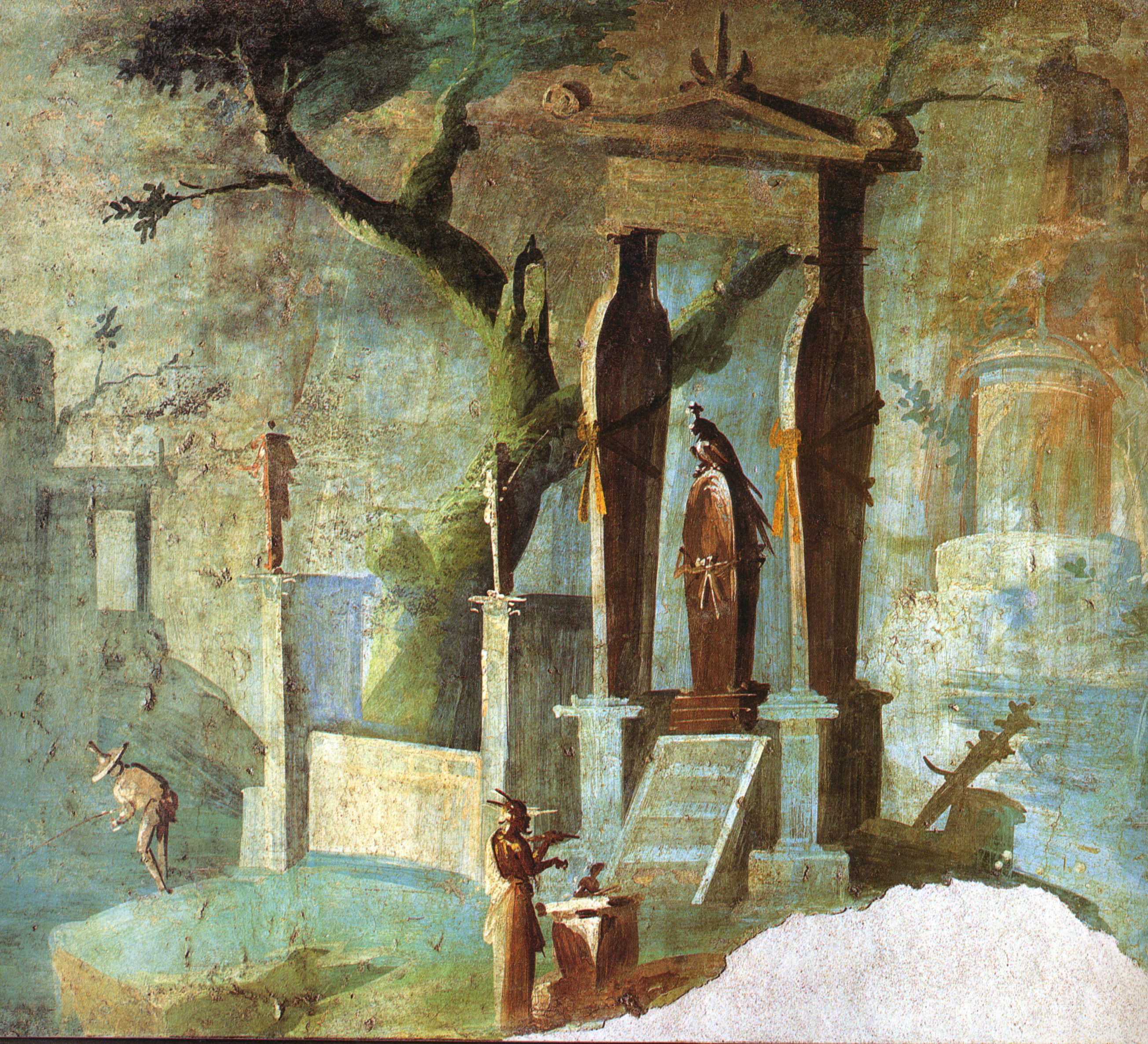
Cerimônia de adoração ao sarcófago de Osíris, retratado em um afresco no Templo de Ísis em Pompeia do primeiro século EC. A morte de Osíris foi um motivo proeminente no culto de Ísis. O aparecimento do sarcófago aqui pode se referir à ênfase em Osíris e na vida após a morte encontrada nos mistérios dedicados a Ísis.

Os mistérios de Ísis eram ritos iniciáticos religiosos realizados no culto da deusa Ísis no mundo greco-romano . Eles foram modelados em outros ritos de mistério, particularmente os mistérios de Elêusis em homenagem às deusas gregas Deméter e Perséfone, e se originaram em algum momento entre o terceiro século a.C. e o segundo século EC. Os mistérios aludiam a crenças da antiga religião egípcia, nas quais surgiu o culto a Ísis. Ao se submeter aos ritos de mistério, os iniciados sinalizavam sua dedicação a Ísis, embora não fossem obrigados a adorá-la exclusivamente. Os ritos podem ter sido pensados para garantir que a alma do iniciado, com a ajuda da deusa, continuaria após a morte em uma vida no além feliz. Embora Ísis fosse adorada em todo o mundo greco-romano, os ritos misteriosos podem ter sido praticados apenas em algumas regiões, como Itália e Grécia. Nas áreas onde eram praticados, serviam para fortalecer o compromisso dos devotos com o culto de Ísis, e os devotos podem ter ascendido na hierarquia do culto ao se submeterem à iniciação.
Muitos textos do Império Romano referem-se aos mistérios de Ísis, mas a única fonte para descrevê-los é uma obra de ficção, o romance O Asno de Ouro, escrito no segundo século EC por Apuleio. Nele, o iniciado passa por elaborados rituais de purificação antes de descer à parte mais interna do templo de Ísis, onde experimenta uma morte e renascimento simbólicos e tem uma intensa experiência religiosa, vendo os deuses em pessoa.
Alguns aspectos dos mistérios de Ísis e de outros cultos de mistério, particularmente sua conexão com a vida após a morte, lembram elementos importantes do cristianismo . A questão de saber se eles influenciaram o cristianismo é controversa e a evidência não é clara; alguns estudiosos hoje atribuem as semelhanças a um fundo cultural compartilhado, e não à influência direta. Em contraste, o relato de Apuleio teve efeitos diretos nos tempos modernos. Por meio de sua descrição, os mistérios de Ísis influenciaram muitas obras de ficção e organizações fraternas modernas, bem como uma crença generalizada de que os próprios egípcios antigos tinham um elaborado sistema de iniciações de mistério.

## Origens

### Precedentes gregos e egípcios

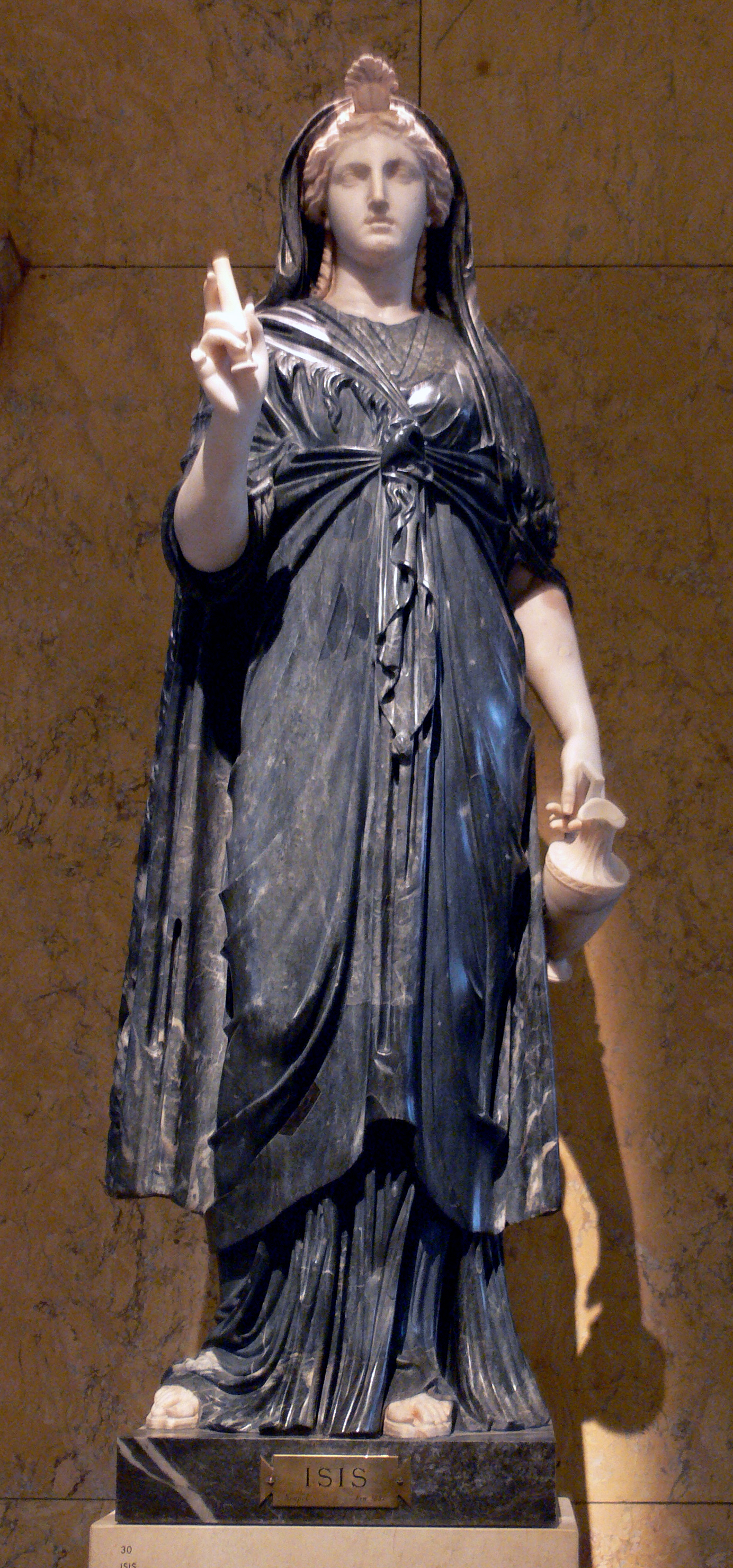
Estátua romana de Ísis, século II EC

Os mistérios greco-romanos eram rituais de iniciação voluntários e secretos. Eles eram dedicados a uma divindade ou grupo de divindades em particular e usavam uma variedade de experiências intensas, como escuridão noturna interrompida por luz brilhante, ou música alta ou barulho, que induziam um estado de desorientação e uma intensa experiência religiosa. Alguns deles envolviam símbolos crípticos. Os iniciados não deveriam discutir os detalhes do que vivenciaram, e a compreensão moderna desses ritos é limitada por esse segredo. Os mistérios de maior prestígio no mundo grego foram as iniciações de Elêusis dedicadas à deusa Deméter, que foram realizadas em Elêusis perto de Atenas, pelo menos desde o século VI a.C. até o final do século IV d.C. Eles se concentraram na busca de Deméter por sua filha Perséfone. Os iniciados de Elêusis passavam por um corredor escuro, o Telestérion, e eram submetidos a visões aterrorizantes antes de entrarem em uma sala iluminada pelo fogo. Lá, o hierofante que presidia a cerimônia gritava um anúncio enigmático que pode ter aludido ao nascimento do deus Ploutos e exibia objetos que representavam o poder de Deméter sobre a fertilidade, como um feixe de trigo.
Nos mistérios do deus Dioniso, que foram apresentados em muitos lugares do mundo grego, os participantes bebiam e dançavam em frenéticas celebrações noturnas. celebrações dionisíacas estavam conectadas de alguma forma com o orfismo, um grupo de crenças místicas sobre a natureza da vida após a morte.
Ísis era originalmente uma deusa da religião egípcia antiga, que não incluía mistérios de estilo grego, embora contivesse elementos que se assemelhavam aos dos mistérios gregos posteriores. Faraós passavam por uma consagração, relacionada aos seus ritos de coroação, nos quais se dizia que eles tinham um contato próximo com os deuses. Sacerdotes também podem ter passado por uma cerimônia de consagração de algum tipo, relacionada com o conhecimento religioso especializado ou treinamento necessário para suas posições. Textos funerários egípcios antigos continham conhecimento sobre o Duat, ou submundo, que era caracterizado como profundamente secreto e acreditava-se que permitia que almas mortas alcançassem uma vida após a morte agradável. Alguns egiptólogos, como Jan Assmann, sugeriram que alguns textos funerários também foram usados em rituais de consagração sacerdotal; Assmann argumenta que "a iniciação nos templos e cultos do Egito antecipava e prefigurava a iniciação final nos mistérios do reino dos mortos". Outros egiptólogos contestam a ideia de que textos funerários sempre foram usados em rituais pelos vivos.
Um elemento dos mistérios gregos que certamente não existia no Egito era a oportunidade para indivíduos comuns serem iniciados. Os rituais mais sagrados nos templos egípcios eram realizados por sacerdotes de alto escalão fora da vista do público, e os festivais constituíam a principal oportunidade para os plebeus participarem de cerimônias formais. Alguns desses festivais reencenavam eventos da mitologia egípcia, notavelmente o Festival Khoiak em homenagem a Osíris, o deus da vida após a morte e o marido mitológico de Ísis, no qual a morte mitológica de Osíris, seu desmembramento e restauração à vida eram encenados em público. Os escritores gregos chamaram esses ritos egípcios de "mistérios". Heródoto, um historiador grego que escreveu no quinto século AEC, foi o primeiro a fazê-lo. Ele usou o termo para o Festival Khoiak, comparando-o aos mistérios de Dioniso com os quais estava familiarizado, porque ambos aconteciam à noite e envolviam um mito no qual o deus em questão era desmembrado. Ele ainda disse que a adoração grega de Dioniso foi influenciada pela adoração de Osíris no Egito.
Os escritores gregos que vieram depois de Heródoto viam o Egito e seus sacerdotes como a fonte de toda a sabedoria mística. Eles alegaram que muitos elementos da filosofia e cultura, incluindo seus próprios ritos misteriosos, vieram do Egito. O classicista Walter Burkert e o egiptólogo Francesco Tiradritti argumentam que há um grão de verdade nessas afirmações, já que os mais antigos mistérios gregos se desenvolveram nos séculos sétimo e sexto a.C., ao mesmo tempo em que a Grécia estava desenvolvendo contatos mais estreitos com a cultura egípcia. As imagens da vida após a morte encontradas nesses mistérios podem, portanto, ter sido influenciadas pelas crenças egípcias na vida após a morte.

### Propagação do culto de Ísis
Ísis foi uma das muitas divindades não gregas cujos cultos difundiram além de suas terras natais e se tornaram parte da religião grega e romana durante o período helenístico (323–30 a.C.), quando o povo e a cultura grega se espalharam por terras do Mediterrâneo e muitas dessas mesmas terras foram conquistadas pela República Romana. Sob a influência da tradição greco-romana, alguns desses cultos, incluindo o de Ísis, desenvolveram seus próprios ritos de mistério. Muito do culto de Ísis envolvia atividades que eram muito mais públicas do que os ritos de mistério, como a adoração de estátuas cúlticas dentro de seus templos, ou festivais ao ar livre, como o Navigium Isidis, ainda que os estudiosos frequentemente considerem o mistérios como um dos traços mais característicos de seu culto.
O culto de Ísis desenvolveu seus mistérios em resposta à crença generalizada de que os cultos de mistérios gregos se originaram com Ísis e Osíris no Egito. Como afirma o classicista Miguel John Verlsuys, "Para os gregos, a imagem do Egito como antigo e religioso era tão forte que eles não podiam deixar de imaginar Ísis como uma deusa misteriosa". Os devotos de Ísis poderiam ter adaptado aspectos do ritual egípcio para se adequar ao modelo dos mistérios de Elêusis, talvez incorporando elementos dionisíacos também. O produto final teria parecido aos gregos um autêntico precursor egípcio dos mistérios gregos. Muitas fontes greco-romanas afirmam que a própria Ísis concebeu esses rituais.
Os mistérios podem ter surgido já no início do terceiro século AEC, depois que a dinastia ptolomaica grega assumiu o controle do Egito. Os Ptolomeus promoveram o culto ao deus Serápis, que incorporou traços de Osíris e de divindades gregas como Dioniso e o deus do submundo Plutão. O culto de Ísis foi unido ao de Serápis. Ela também foi reinterpretada para se parecer com deusas gregas, particularmente Deméter, embora retendo muitas de suas características egípcias. Os mistérios de Ísis, modelados naqueles em homenagem a Deméter em Elêusis, podem ter sido desenvolvidos ao mesmo tempo. De acordo com o historiador grego Plutarco e o historiador romano Tácito, um homem chamado Timóteo, um membro da família Eumólpida que supervisionava os mistérios de Elêusis, ajudou a estabelecer Serápis como um deus patrono na corte dos Ptolomeus. O classicista Jaime Alvar sugere que Timóteo poderia ter introduzido elementos dos mistérios de Elêusis na adoração de Ísis ao mesmo tempo. Outra possibilidade é que os mistérios se desenvolveram após o culto helenizado da deusa ter alcançado a própria Grécia nos séculos quarto e terceiro a.C. Os estudiosos discordam sobre se os mistérios se desenvolveram antes do tempo do Império Romano, já que as evidências sobre eles do período helenístico são ambíguas.

### Evidência fragmentária

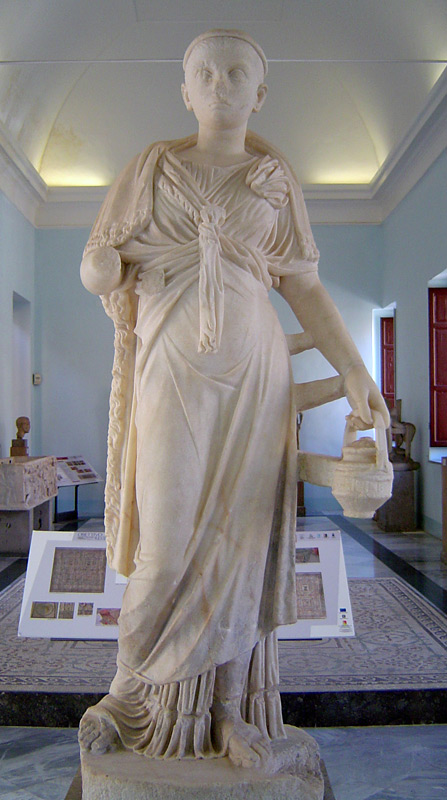
Sacerdotisa de Ísis segurando uma situla (jarra de bronze) ou uma cista (cesta ritual), século II EC

As evidências sobre os mistérios de Ísis são esparsas, embora algumas informações possam ser obtidas a partir de menções passageiras em inscrições e textos literários. Uma possível indicação inicial é uma estela de Tessalônica no final do segundo século AEC que conecta Osíris com ritos mistéricos. Outra evidência da adoração de Ísis na Grécia vem de aretalogias, textos em louvor à deusa. A redação de aretalogias de Maroneia e Andros, ambas do primeiro século AEC, dizem que Ísis deu escritos sagrados ou ocultos aos iniciados. A classicista Petra Pakkanen diz que essas aretalogias provam que os mistérios de Ísis existiam naquela época, mas Jan N. Bremmer argumenta que eles apenas conectam Ísis com os mistérios de Elêusis, não com ritos distintos dela própria. O poeta romano Tibulo, também no primeiro século AEC, refere-se aos votos a Ísis feitos por sua amante, Délia, o que pode indicar que ela era uma iniciada.
As inscrições do segundo século EC usam uma linguagem, como o epíteto orgia em referência a Ísis, que sugere que os mistérios de Ísis eram praticados nas proximidades. Essas inscrições são encontradas em cidades como Roma e Brindisi na Itália, Cencreia na Grécia e Trales e Samos na Ásia Menor. Bremmer argumenta que tais inscrições só são encontradas na Itália e no Mediterrâneo oriental e que os mistérios só eram praticados nessas regiões, enquanto os templos de Ísis eram encontrados em todas as províncias do império. No próprio Egito, existem apenas dois textos conhecidos, ambos papiros de Oxirrinco, que podem aludir aos mistérios de Ísis.
Uma inscrição, de Prusa na Bitínia, menciona um sacerdote de Ísis chamado Meniketes que fornecia camas que eram "proibidas aos leigos", sugerindo que elas estavam de alguma forma relacionadas com os mistérios, embora possam ter servido a algum outro ritual em vez disso. Burkert sugeriu que essas camas estavam envolvidas em algum tipo de ritual relacionado ao casamento de Ísis e Osíris.
Algumas imagens encontradas na arte podem referir-se aos mistérios. A cista, uma espécie de cesta na qual os objetos rituais eram armazenados em vários cultos de mistério gregos, também era usada no culto de Ísis. Richard Veymiers, um classicista, argumenta que imagens de devotos de Ísis carregando cistae indicam que eles eram iniciados. Os devotos de Ísis eram frequentemente retratados vestindo um manto com um grande nó no peito, emprestado da iconografia da própria Ísis, e a historiadora da arte Elizabeth Walters sugere que esta vestimenta é um sinal de que o devoto era um iniciado. A tumba de Tigrane em Kom El Shoqafa, perto de Alexandria, contém uma pintura de um homem carregando ramos de palmeira que a historiadora da arte Marjorie Venit interpretou como uma imagem de um novo iniciado emergindo dos ritos.
Os templos helenísticos e romanos para Ísis variavam amplamente em sua forma e, embora alguns contivessem áreas subterrâneas que foram propostas como locais onde os mistérios foram realizados, as evidências são inconclusivas. O arqueólogo William Y. Adams argumentou que os restos de um santuário em Qasr Ibrim no Reino Meroítico, fora do Império Romano, mas perto da fronteira do Egito Romano, indicavam que os mistérios de Ísis eram praticados lá.

### Descrição de Apuleio

#### Contexto e confiabilidade

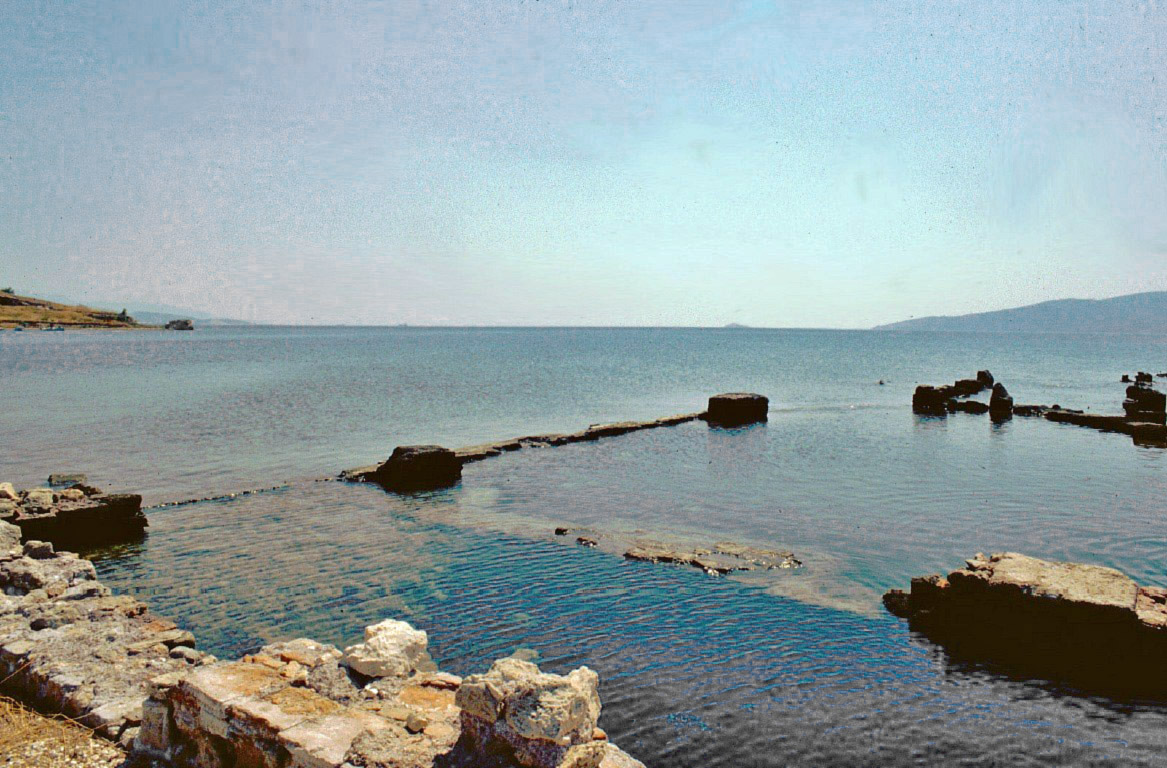
Restos de um templo de Ísis na costa de Cencreia, Corinto, Grécia

A única descrição direta dos mistérios de Ísis vem de O Asno de Ouro, também conhecido como Metamorfoses, um romance cômico do final do século II d.C. do autor romano Apuleio.
O protagonista do romance é Lúcio, um homem que foi magicamente transformado em um burro. No décimo primeiro e último livro do romance, Lúcio, depois de adormecer na praia de Cencreia, na Grécia, acorda para ver a lua cheia. Ele ora à lua, usando os nomes de várias deusas da lua conhecidas no mundo greco-romano, pedindo a ela que o restaure à forma humana. Ísis aparece em uma visão diante de Lúcio e se declara a maior de todas as deusas. Ela lhe diz que um festival em sua homenagem, o Navigium Isidis, está acontecendo nas proximidades, e que a procissão do festival traz consigo guirlandas de rosas que irão restaurar sua forma humana se ele as comer. Depois que Lúcio se torna humano novamente, o sumo sacerdote no festival declara que Lúcio foi salvo de seus infortúnios pela deusa, e que agora ele estará livre da curiosidade e da autoindulgência que o levou a muitas das desventuras que ele experimentou. Lúcio se junta ao templo local de Ísis, torna-se seu devoto seguidor e, eventualmente, passa pela iniciação.
A devoção aparentemente solene de Lúcio ao culto de Ísis neste livro contrasta fortemente com as desventuras cômicas que constituem o resto do romance. Os estudiosos debatem se o relato pretende representar seriamente a devoção de Lúcio à deusa, ou se é irônico, talvez uma sátira do culto de Ísis. Aqueles que acreditam que é satírico apontam para a forma como Lúcio é pressionado a passar por várias iniciações, cada uma exigindo uma taxa, apesar de ter pouco dinheiro. Embora muitos dos estudiosos que tentaram analisar os mistérios com base no livro tenham assumido que é sério, as descrições podem ser amplamente precisas mesmo se o livro for satírico. A descrição de Apuleio do culto de Ísis e seus mistérios geralmente se encaixa com muitas das evidências externas sobre eles. O classicista Stephen Harrison diz que mostra "conhecimento detalhado do culto egípcio, quer o próprio Apuleio fosse ou não um iniciado da religião isíaca". Em outra de suas obras, a Apologia, Apuleio afirma ter passado por várias iniciações, embora não mencione os mistérios de Ísis especificamente. Ao escrever O Asno de Ouro, ele pode ter recorrido à experiência pessoal da iniciação isíaca ou de outras iniciações que ele passou. Mesmo assim, a descrição detalhada dada em O Asno de Ouro pode ser idealizada em vez de estritamente precisa, e os cultos de Ísis podem ter incluído muitas variedades de ritos misteriosos. Na verdade, o romance menciona três ritos de iniciação distintos em duas cidades, embora apenas o primeiro seja descrito em detalhes.

#### Ritos
De acordo com o Asno de Ouro, a iniciação "era realizada na forma de morte voluntária e salvação obtida pelo favor". Somente a própria Ísis poderia determinar quem deveria ser iniciado e quando; assim, Lúcio só começa a se preparar para os mistérios depois que Ísis aparece para ele em um sonho. A implicação de que se pensava que Ísis comandava seus seguidores diretamente é apoiada por Pausânias, um escritor grego da mesma época de Apuleio, que disse que ninguém tinha permissão para participar dos festivais de Ísis em seu santuário em Titoreia sem que ela os convidasse em um sonho, e por inscrições em que os sacerdotes de Ísis escrevem que ela os chamou para serem seus servos. Na descrição de Apuleio, a deusa também determina quanto o iniciado deve pagar ao templo para se submeter aos ritos.
Os sacerdotes da iniciação de Lúcio leem o procedimento para o rito em um livro de rituais mantido no templo que é coberto de "caracteres desconhecidos", alguns dos quais são "formas de todos os tipos de animais", enquanto outros são ornamentados e abstratos. O uso de um livro para fins rituais era muito mais comum na religião egípcia do que na tradição grega ou romana, e os caracteres neste livro são frequentemente considerados hieróglifos ou hieráticos, o que aos olhos dos adoradores gregos e romanos enfatizaria o pano de fundo egípcio do rito e acresceria à sua solenidade. David Frankfurter, um estudioso das antigas religiões mediterrâneas, sugere que eles são semelhantes aos símbolos mágicos deliberadamente ininteligíveis que eram comumente usados na magia greco-romana.
Antes da iniciação propriamente dita, Lúcio deve passar por uma série de purificações rituais. O sacerdote o banha, pede perdão aos deuses em seu nome e borrifa ele com água. Esta confissão e arrependimento pelos pecados passados se encaixa com uma ênfase na castidade e outras formas de abnegação encontradas em muitas outras fontes sobre o culto de Ísis. Lúcio em seguida tem que esperar dez dias, enquanto se abstém de carne e vinho, antes que a iniciação comece. Banhos purificadores eram comuns em muitos rituais em todo o mundo greco-romano. O pedido de perdão pode derivar dos juramentos que os sacerdotes egípcios eram obrigados a fazer, nos quais se declaravam livres de transgressões. A aspersão com água e a abstenção de certos alimentos provavelmente vêm dos rituais de purificação que os sacerdotes egípcios tinham que passar antes de entrar no templo. Na noite do décimo dia, Lúcio recebe uma variedade de presentes não especificados de outros devotos de Ísis antes de vestir um manto de linho limpo e entrar na parte mais profunda do templo.

A descrição do que acontece a seguir é deliberadamente enigmática. Lúcio lembra ao leitor que os não iniciados não têm permissão para conhecer os detalhes dos ritos, antes de descrever sua experiência em termos vagos.
"Cheguei à fronteira da morte e, tendo pisado na soleira de Prosérpina, viajei por todos os elementos e voltei. No meio da noite eu vi o sol brilhando com uma luz brilhante, fiquei cara a cara com os deuses abaixo e os deuses acima e prestei reverência a eles de perto."

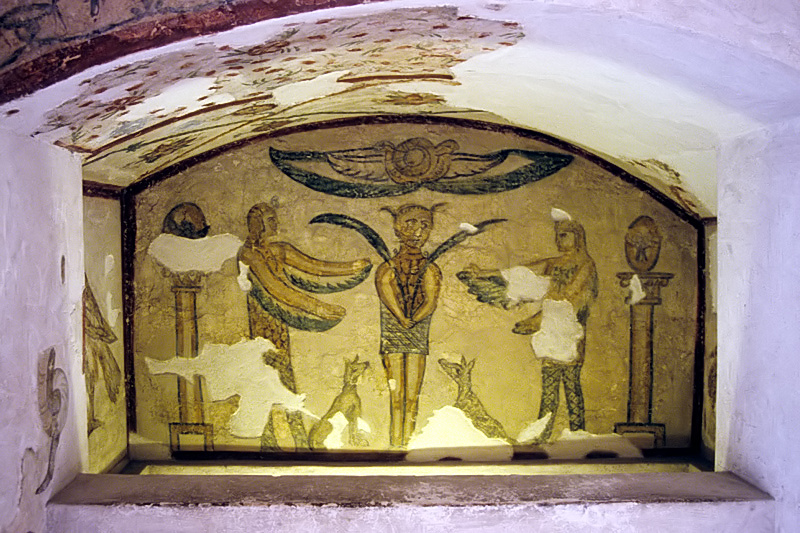
Pintura da tumba de Tigrane nas catacumbas de Kom El Shoqafa, mostrando um homem carregando ramos de palmeira que pode ser um iniciado de Ísis

Em uma série de paradoxos, Lúcio viaja para o submundo e para o céu, vê o sol em meio à escuridão e se aproxima dos deuses. Muitas pessoas especularam sobre como o ritual pode ter simulado essas experiências impossíveis. O "sol" brilhante que Lúcio menciona pode ter sido um fogo na escuridão, uma característica conhecida por ter existido no clímax dos mistérios de Elêusis. Os deuses que ele viu cara a cara podem ter sido estátuas ou afrescos de divindades. Alguns estudiosos acreditam que a iniciação também acarretava algum tipo de encenação ou referência à morte de Osíris, mas se isso acontecia, o texto de Apuleio não o menciona.
Lúcio emerge dessa experiência pela manhã, e os sacerdotes o vestem com uma capa elaboradamente bordada. Ele então fica de pé em um estrado carregando uma tocha e usando uma coroa de folhas de palmeira—"decorado à semelhança do Sol e em disfarce de estátua", como Apuleio o descreve. Os sacerdotes abrem as cortinas para revelar Lúcio a uma multidão de seus companheiros devotos. Durante os próximos três dias, Lúcio desfruta de uma série de banquetes e refeições sagradas com seus companheiros de adoração, completando o processo de iniciação.
Após esta iniciação, Lúcio muda-se para Roma e junta-se ao seu templo principal à deusa, o Iseum Campense. Instado por mais visões enviadas pelos deuses, ele passa por mais duas iniciações, incorrendo em mais despesas a cada vez, como ter que comprar uma reposição para a capa que ele deixou em Cencreia. Essas iniciações não são descritas com tantos detalhes quanto as primeiras. A segunda é dedicada a Osíris e é diferente daquele dedicado a Ísis. Apuleio chama esse de "os mistérios noturnos do deus principal", mas não dá outros detalhes. A terceira iniciação pode ser dedicada a ambos Ísis e Osíris. Antes desta iniciação, Lúcio tem uma visão em que o próprio Osíris fala com ele, sugerindo que ele é a figura dominante no rito. No final do romance, Lúcio foi admitido em uma posição elevada no culto por Osíris, e ele está confiante de que o deus garantirá seu sucesso futuro em seu trabalho como advogado.

## Significado

### Divindades e simbolismo religioso
A maioria dos ritos misteriosos estava ligada a mitos sobre as divindades nas quais se concentravam e afirmavam transmitir aos iniciados detalhes sobre os mitos que geralmente não eram conhecidos. Vários escritores greco-romanos produziram interpretações teológicas e filosóficas. Estimulados pela evidência fragmentária, os estudiosos modernos frequentemente tentam discernir o que os mistérios podem ter significado para seus iniciados. O classicista Hugh Bowden argumenta que pode não ter havido uma única interpretação autorizada dos ritos e que "o desejo de identificar um segredo perdido—algo que, uma vez que seja corretamente identificado, explicará o que era um culto de mistério—Está fadado ao fracasso." Ele considera o esforço para encontrar os deuses diretamente, exemplificado pelo clímax da iniciação de Lúcio em O Asno de Ouro, como a característica mais importante dos ritos. A noção de encontrar os deuses cara a cara contrastou com as crenças clássicas gregas e romanas, nas quais ver os deuses, embora possa ser uma experiência inspiradora, pode ser perigoso e até mortal. Na mitologia grega, por exemplo, a visão da verdadeira forma de Zeus incinerou a mulher mortal Semele. No entanto, o encontro de Lúcio com os deuses se encaixa na tendência, encontrada em vários grupos religiosos na época romana, de uma conexão mais estreita entre o adorador e os deuses.
Os "elementos" pelos quais Lúcio passa na primeira iniciação podem se referir aos elementos clássicos da terra, ar, água e fogo que se acreditava formarem o mundo, ou a regiões do cosmos. O acadêmico de estudos religiosos Panayotis Pachis sugere que a palavra se refere especificamente aos planetas na astrologia helenística. Temas astrológicos apareceram em muitos outros cultos no Império Romano, incluindo outro culto de mistério, dedicado a Mitras. No culto de Ísis, escreve Pachis, os símbolos astrológicos podem ter aludido à crença de que Ísis governava os movimentos das estrelas e, portanto, a passagem do tempo e a ordem do cosmos, crenças às quais Lúcio se refere ao orar à deusa.
As antigas crenças egípcias são uma fonte possível para a compreensão do simbolismo nos mistérios de Ísis. J. Gwyn Griffiths, um egiptólogo e erudito clássico, estudou extensivamente o Livro 11 do Asno de Ouro e sua possível origem egípcia em 1975. Ele apontou semelhanças entre a primeira iniciação em O Asno de Ouro e as crenças egípcias após a morte, dizendo que o iniciado assumia o papel de Osíris passando por uma morte simbólica. Em sua opinião, a imagem da iniciação se refere ao submundo egípcio, o Duat. Griffiths argumentou que o sol no meio da noite, no relato de Lúcio sobre a iniciação, pode ter sido influenciado pelos contrastes de luz e escuridão em outros ritos misteriosos, mas derivou-se principalmente das representações do submundo nos textos funerários egípcios antigos. De acordo com esses textos, o deus do sol Rá passa pelo mundo subterrâneo todas as noites e se une a Osíris para emergir renovado, assim como fazem as almas mortas. Os cinco estudiosos que escreveram um comentário de 2015 sobre o Livro 11 alertam que as imagens solar e do submundo podem ser baseadas apenas em precedentes gregos e romanos, e eles duvidam da afirmação de Griffiths de que Lúcio passa por uma união mística com Osíris.
No decorrer do livro, como diz Valentino Gasparini, "Osíris arranca explicitamente das mãos de Ísis o papel de Ser Supremo" e a substitui como foco da devoção de Lúcio. A proeminência de Osíris em O Asno de Ouro está de acordo com outras evidências sobre o culto de Ísis em Roma, o que sugere que ele adotou temas e imagens da religião funerária egípcia e deu crescente proeminência a Osíris no final do primeiro e início do segundo século EC. Em contraste, Serápis, cuja identidade em grande parte coincidia com a de Osíris e que era frequentemente adorado juntamente com Ísis, é mencionado apenas uma vez no texto, na descrição da procissão do festival. Jaime Alvar considera o texto como tratando Serápis e Osíris como figuras distintas, enquanto os autores do comentário de 2015 duvidam que Apuleio pretendia distinguir nitidamente os dois. Eles apontam que Lúcio se refere a Osíris usando epítetos que costumavam ser dados a Serápis. Gasparini argumenta que a mudança de foco no livro reflete a crença de que Osíris era o ser supremo e Ísis era um intermediário entre ele e a humanidade. Essa interpretação é encontrada no ensaio Sobre Ísis e Osíris, de Plutarco, que analisa o mito de Osíris com base em sua própria filosofia medioplatônica, e Gasparini sugere que Apuleio compartilhava dos pontos de vista de Plutarco. Stephen Harrison sugere que a mudança repentina de foco de Ísis para Osíris é simplesmente uma sátira de pretensões grandiosas de devoção religiosa.

### Compromisso com o culto
Como nem todos os cultos locais de Ísis realizavam ritos misteriosos, nem todos os seus devotos teriam passado pela iniciação. Tanto a história de Apuleio quanto De Ísis e Osíris de Plutarco, que brevemente se refere aos iniciados de Ísis, sugerem que a iniciação era considerada parte do processo maior de ingressar no culto e dedicar-se à deusa.
O culto a Ísis, como a maioria no mundo greco-romano, não era exclusivo; os adoradores de Ísis podiam continuar a reverenciar outros deuses também. Os devotos de Ísis estavam entre os poucos grupos religiosos no mundo greco-romano a ter um nome distinto para si mesmos, vagamente equivalente a "judeu" ou "cristão", o que pode indicar que se definiam por sua devoção exclusiva à deusa. No entanto, a palavra—Isiacus ou "isíaco"—raramente era usada, e o nível de comprometimento que implicava parece ter variado de acordo com as circunstâncias. Muitos sacerdotes de Ísis também oficiaram em outros cultos. Várias pessoas no final da era romana, como o aristocrata Vettius Agorius Praetextatus, ingressaram em vários sacerdócios e passaram por várias iniciações dedicadas a diferentes deuses. Iniciações de mistério, portanto, não exigiam que os devotos abandonassem qualquer identidade religiosa que tivessem originalmente, e não se qualificariam como conversões religiosas sob uma definição restrita do termo. Algumas dessas iniciações envolviam mudanças menores na identidade religiosa, como ingressar em uma nova comunidade de adoradores ou fortalecer o compromisso dos devotos com um culto do qual já faziam parte, que se qualificariam como conversões em um sentido mais amplo. Muitas fontes antigas, tanto escritas por isíacos como por observadores externos, sugerem que muitos dos devotos de Ísis a consideravam o foco de suas vidas e que o culto enfatizava a pureza moral, abnegação e declarações públicas de devoção à deusa. Juntar-se ao culto de Ísis era, portanto, uma mudança mais acentuada na identidade do que em alguns outros cultos de mistério, como o culto dedicado a Dioniso. O relato em O Asno de Ouro sugere que a iniciação pode ter sido classificada como uma conversão mística, caracterizada por experiências visionárias, emoções intensas e uma mudança dramática no comportamento do convertido, enquanto, por exemplo, as evidências sobre o mitraísmo sugerem o processo de adesão era menos místico e mais intelectual.
O Asno de Ouro não diz como a iniciação pode ter afetado a posição de um devoto dentro do culto. Depois de passar por sua terceira iniciação, Lúcio se torna um pastophoros, um membro de uma classe particular de sacerdotes. Se a terceira iniciação era um requisito para se tornar um pastophoros, é possível que os membros subissem na hierarquia do culto passando por uma série de iniciações. Apuleio se refere a iniciados e sacerdotes como se fossem grupos separados dentro do culto. A iniciação pode ter sido um pré-requisito para um devoto se tornar um sacerdote, mas não o tornava automaticamente um.

### Conexão com a vida após a morte
Muitas evidências sugerem que os mistérios de Ísis estavam de alguma forma relacionados com a salvação e a garantia de uma vida após a morte. A concepção grega da vida após a morte incluía os Campos Elísios paradisíacos, e os filósofos desenvolveram ideias sobre a imortalidade da alma, mas gregos e romanos expressavam incerteza sobre o que aconteceria a eles após a morte. Tanto na religião tradicional grega quanto na romana, nenhum deus era considerado capaz de garantir uma vida após a morte agradável para seus adoradores. Os deuses de alguns cultos misteriosos podem ter sido exceções, mas as evidências sobre as crenças da vida após a morte desses cultos são vagas. O relato de Apuleio, se for preciso, fornece evidências mais fortes para as crenças isíacas de vida após a morte do que está disponível para os outros cultos. O livro diz que o poder de Ísis sobre o destino, mencionado com frequência por seus devotos gregos e romanos, dá a ela o controle sobre a vida e a morte. De acordo com o sacerdote que iniciou Lúcio, os devotos de Ísis "que haviam terminado o período de sua vida e já estavam no limiar do fim da luz, se apenas pudessem ser confiados seguramente com os grandes mistérios não ditos do culto, eram frequentemente atraídos pelo poder da deusa e de uma maneira renascidos por sua providência e postos mais uma vez no curso de uma vida renovada." Em outra passagem, a própria Ísis diz que quando Lúcio morrer, ele poderá vê-la brilhando na escuridão do mundo subterrâneo e adorá-la ali.
Alguns estudiosos duvidam que a vida após a morte seja o foco principal do culto. O historiador Ramsay MacMullen diz que quando os personagens em O Asno de Ouro chamam Lúcio de "renascido", eles se referem à sua nova vida como devoto e nunca o chamam de renatus in aeternam , ou "renascido eternamente", que se referiria à vida após a morte. Os historiadores Mary Beard, John North e Simon Price dizem que O Asno de Ouro mostra que "o culto de Ísis tinha implicações para a vida e a morte, mas mesmo assim mais ênfase é colocada em estender o tempo de vida do que na vida após a morte—que é figurada em termos bastante indiferenciados."
Algumas inscrições funerárias fornecem evidências de crenças isíacas de vida após a morte fora da obra de Apuleio. Eles mostram que alguns dos seguidores de Ísis pensavam que ela os guiaria para uma vida após a morte melhor, mas também sugerem que o culto de Ísis não tinha uma imagem clara da vida após a morte e que seus membros recorreram a precedentes gregos e egípcios para visioná-la. Algumas inscrições dizem que os devotos se beneficiariam com a água animadora de Osíris, enquanto outras se referem às Ilhas Afortunadas da tradição grega. Nenhuma delas faz referência específica aos ritos de mistério, embora a inscrição de Meniketes afirme que ele é abençoado em parte por causa de seu trabalho fornecendo as camas rituais. A iniciação pode não ter sido considerada necessária para receber a bênção de Ísis.
Os antigos egípcios acreditavam que Osíris vivia no Duat após a morte, em parte graças à ajuda de Ísis, e que depois de suas mortes eles poderiam ser revividos como ele com a ajuda de outras divindades, incluindo Ísis. Essas crenças podem ter sido transportadas para o culto greco-romano de Ísis, embora o mito da morte de Osíris raramente fosse mencionado no culto greco-romano de Ísis e possa não ter desempenhado um papel importante em seu sistema de crenças, mesmo que a união noturna de Osíris e Rá o fizesse. Se o simbolismo na primeira iniciação de Lúcio fosse uma referência ao sol no submundo egípcio, isso indicaria que envolvia crenças de vida após a morte osiríacas, embora Osíris não seja mencionado na descrição do rito. Como disse o classicista Robert Turcan, quando Lúcio é revelado à multidão após sua iniciação, ele é "homenageado quase como um novo Osíris, salvo e regenerado através dos poderes inefáveis de Ísis. As palmas que irradiavam de sua cabeça eram os sinais do Sol triunfando sobre a morte."

## Influência em outras tradições

### Possível influência no cristianismo
Os mistérios de Ísis, como os de outros deuses, continuaram a ser realizados até o final do século IV EC. No final do século, os imperadores cristãos restringiram cada vez mais a prática das religiões não-cristãs. Os cultos de mistério morreram perto do início do quinto século. Eles existiram ao lado do cristianismo por séculos antes de sua extinção, e alguns elementos de suas iniciações se assemelhavam a crenças e práticas cristãs. Como resultado, muitas vezes foi levantada a possibilidade de que o cristianismo foi diretamente influenciado pelos cultos dos mistérios. As evidências sobre as interações entre o cristianismo e os cultos dos mistérios são pobres, tornando a questão difícil de resolver.
A maioria das tradições religiosas do mundo greco-romano centrava-se em uma determinada cidade ou grupo étnico e não exigia devoção pessoal, apenas ritual público. Em contraste, o culto de Ísis, como o cristianismo e alguns outros cultos mistéricos, era formado por pessoas que se juntavam voluntariamente, por causa de seu compromisso pessoal com uma divindade que muitos deles consideravam superior a todas as outras. Além disso, se iniciados isíacos eram pensados como se beneficiando na vida após a morte da morte e ressurreição de Osíris, esta crença seria paralela com a crença cristã de que a morte e ressurreição de Jesus tornavam a salvação disponível para aqueles que se tornam cristãos.
Alguns estudiosos compararam especificamente o batismo com a iniciação isíaca descrita por Apuleio. Antes do início do século IV EC, o batismo era o culminar de um longo processo, no qual o convertido ao cristianismo jejuava durante os quarenta dias da Quaresma antes de ser imerso na Páscoa em uma cisterna ou corpo natural de água. Assim, como os mistérios de Ísis, o batismo cristão primitivo envolvia um jejum de dias de duração e um ritual de lavagem. Tanto o jejum quanto a lavagem eram tipos comuns de purificação ritual encontrados nas religiões do Mediterrâneo, e o batismo cristão derivava especificamente do batismo de Jesus e dos rituais de imersão judaicos. Portanto, de acordo com Hugh Bowden, essas semelhanças provavelmente vêm da formação religiosa compartilhada do cristianismo e do culto de Ísis, não da influência de uma tradição sobre a outra.
Da mesma forma, as refeições sagradas compartilhadas pelos iniciados de muitos cultos de mistério foram comparadas com o rito cristão de comunhão. Por exemplo, o classicista R. E. Witt chamou o banquete que concluía a iniciação isíaca de "a Eucaristia pagã de Ísis e Sarapis". Festas nas quais os adoradores comiam a comida que havia sido sacrificada a uma divindade eram uma prática quase universal nas religiões mediterrâneas e não provam uma ligação direta entre o cristianismo e os mistérios de Ísis. O traço mais característico da comunhão cristã—a crença de que o próprio Deus era a vítima do sacrifício—não estava presente no culto ou em quaisquer outros cultos de mistério.
Bowden duvida que as crenças na vida após a morte sejam um aspecto muito importante dos cultos de mistério e, portanto, pensa que sua semelhança com o cristianismo era pequena. Jaime Alvar, em contraste, argumenta que os mistérios de Ísis, junto com os de Mitras e Cibele, envolviam crenças sobre a salvação e a vida após a morte que se assemelhavam aos do cristianismo. Mas eles não se tornaram semelhantes tomando emprestado diretamente um do outro, apenas adaptando-se de maneiras semelhantes ao ambiente religioso greco-romano. Ele diz: "Cada culto encontrou os materiais de que precisava no reservatório comum das ideias atuais. Cada um tomou o que precisava e adaptou esses elementos de acordo com sua tendência e desígnio geral."

### Influência nos tempos modernos
Os motivos da descrição de Apuleio da iniciação isíaca foram repetidos e retrabalhados na ficção e nos sistemas de crenças esotéricas nos tempos modernos, e eles formam uma parte importante da percepção ocidental da religião egípcia antiga. As pessoas que reutilizam esses motivos costumam presumir que os ritos misteriosos eram praticados no Egito muito antes dos tempos helenísticos. 
Um exemplo influente é o romance Vida de Sethos, de 1731, escrito por um clérigo francês e professor de grego, Jean Terrasson  Ele afirmou ter traduzido este livro de uma antiga obra de ficção grega baseada em eventos reais. O livro foi na verdade sua própria invenção, inspirado por fontes gregas antigas que presumiam que os filósofos gregos derivaram sua sabedoria do Egito. Em seu romance, os sacerdotes egípcios administram um elaborado sistema educacional como uma universidade europeia. Para se juntar às suas fileiras, o protagonista, Sethos, passa por uma iniciação presidida por Ísis, que ocorre em câmaras escondidas sob a Grande Pirâmide de Gizé. Com base na declaração de Lúcio em O Asno de Ouro de que ele foi "carregado por todos os elementos" durante sua iniciação, Terrasson descreve a iniciação como uma série elaborada de provações baseadas nos elementos clássicos: correr sobre barras de metal quente para o fogo, nadar em um canal para a água, e balançar pelo ar sobre um poço.
The Divine Legation of Moses, um tratado do teólogo anglicano William Warburton publicado de 1738 a 1741, incluía uma análise de antigos ritos misteriosos que se baseavam em Sethos para muitas de suas evidências. Assumindo que todos os ritos de mistério derivavam do Egito, Warburton argumentou que a face pública da religião egípcia era politeísta, mas que os mistérios egípcios foram projetados para revelar uma verdade monoteísta mais profunda aos iniciados da elite. Um deles, Moisés, aprendeu o sistema de crenças da elite durante sua educação egípcia e desenvolveu o judaísmo para revelar o monoteísmo a toda a nação israelita.
Os maçons desenvolveram muitos mitos de origem pseudo-históricos, traçando sua história até os tempos antigos. O Egito estava entre as civilizações que os maçons afirmavam ter influenciado suas tradições. Depois que Sethos foi publicado, várias lojas maçônicas desenvolveram ritos baseados naqueles do romance. No final do século XVIII, os escritores maçônicos, ainda presumindo que Sethos era uma história antiga, usaram a semelhança entre seus ritos e a iniciação de Sethos como evidência da origem supostamente antiga da Maçonaria. Muitas obras de ficção de 1790 a 1820 reutilizaram e modificaram os traços característicos da iniciação egípcia de Terrasson: provas por três ou quatro elementos, muitas vezes ocorrendo sob as pirâmides. A mais conhecida dessas obras é a ópera de 1791 A Flauta Mágica de Wolfgang Amadeus Mozart e Emanuel Schikaneder, na qual o personagem principal, Tamino, passa por uma série de provações supervisionadas por sacerdotes que invocam Ísis e Osíris.

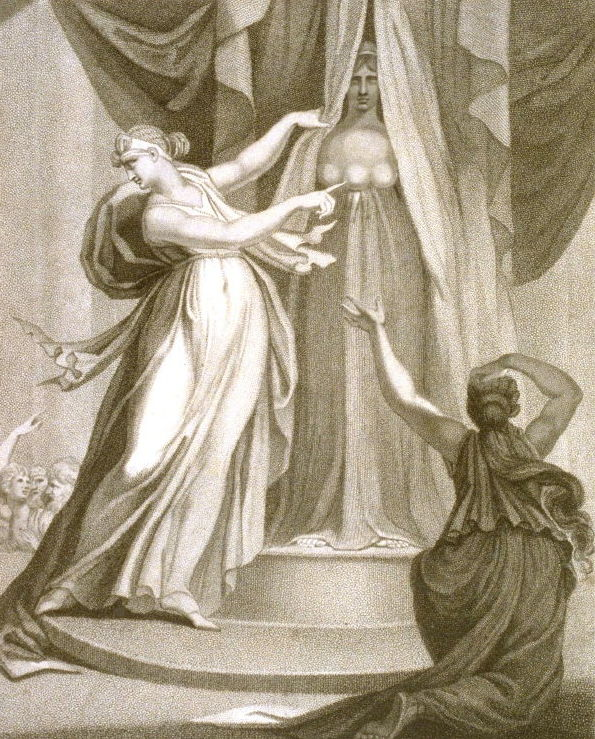
A inauguração de uma estátua de Ísis como personificação da natureza, retratada como o momento culminante de uma iniciação isíaca, em uma gravura de 1803 por Henry Fuseli

Karl Leonhard Reinhold, um filósofo e maçom que escreveu na década de 1780, utilizou e modificou as afirmações de Warburton em um esforço para reconciliar a história de origem tradicional da Maçonaria, que remonta a Maçonaria ao antigo Israel, com seu entusiasmo pelas imagens egípcias. Ele afirmou que a frase "Eu Sou o Que Sou", falada pelo Deus judeu no Livro do Êxodo, tinha um significado panteísta. Ele o comparou com uma inscrição egípcia em uma estátua velada de Ísis registrada pelos autores da era romana Plutarco e Proclo, que dizia: "Eu sou tudo o que é, foi e será", e argumentou que Ísis era uma personificação da Natureza. De acordo com Reinhold, foi esse sistema de crença panteísta que Moisés transmitiu aos israelitas, de modo que Ísis e a concepção judaica e cristã de Deus compartilhavam uma origem comum.
Outros trataram a Ísis panteística como superior ao cristianismo. Em 1790, o poeta Friedrich Schiller escreveu um ensaio baseado na obra de Reinhold que tratou o rito do mistério como um encontro com o poder inspirador da natureza e argumentou que o povo de Moisés não estava preparado para captar tal compreensão da divindade e, portanto, a concepção cristã e judaica de Deus era uma versão comprometida da verdade concebida para consumo público. Ao longo do século XVIII, a Ísis velada foi usada como um símbolo da ciência moderna, que esperava descobrir os segredos da natureza. Na esteira da descristianização da França durante a Revolução Francesa, Ísis foi tratada como um símbolo de oposição ao clero e ao cristianismo em geral, pois representava tanto o conhecimento científico quanto a sabedoria mística dos ritos de mistério, que ofereciam uma alternativa aos cristianismo tradicional.
Os estudiosos abandonaram o conceito de mistérios egípcios no início do século XIX, à medida que o surgimento da egiptologia minou as velhas suposições sobre a sociedade egípcia antiga, mas o conceito perdurou entre os maçons e esoteristas. Várias organizações esotéricas que surgiram no final do século XIX e no início do século XX, como a Sociedade Teosófica e a Antiga e Mística Ordem Rosae Crucis, repetiram a crença de que os egípcios realizaram iniciação dentro das pirâmides e que os filósofos gregos foram iniciados que aprenderam a sabedoria secreta do Egito. Escritores influenciados pela teosofia, como Reuben Swinburne Clymer em seu livro The Mystery of Osiris (1909) e Manly Palmer Hall em Freemasonry of the Ancient Egyptians (1937), escreveram sobre uma tradição ancestral de mistério egípcio. Um exemplo elaborado de tais crenças é o livro de 1954 Stolen Legacy, de George G. M. James. Stolen Legacy afirma que a filosofia grega foi construída sobre o conhecimento tirado da escola egípcia de iniciados, e foi uma influência no movimento afrocentista, que afirma que a civilização egípcia antiga era mais sofisticada e mais intimamente ligada a outras civilizações africanas do que a corrente principal dos acadêmicos acreditam que tenha sido. James imaginou a escola de mistérios em termos que lembram a Maçonaria e acreditava que era uma organização grandiosa com ramificações em vários continentes, incluindo as Américas, de modo que o suposto sistema de mistérios egípcios se estendeu por todo o mundo.